# Israel Contreras
Israel Contreras (* 27. Dezember 1960 in La Guaira, Venezuela) ist ein ehemaliger venezolanischer Boxer im Bantamgewicht.

## Profikarriere
Im Jahre 1981 begann er erfolgreich seine Profikarriere. Am 3. Februar 1989 boxte er gegen Maurizio Lupino um den Weltmeistertitel des Verbandes WBO und siegte durch klassischen K. o. in Runde 1. im darauffolgenden Jahr verteidigte er diesen Gürtel gegen Ray Minus und legte ihn anschließend nieder. 
Am 19. Oktober 1991 trat er gegen Luisito Espinosa um den WBA-Weltmeistertitel an und gewann in der 5. Runde durch K. o. Allerdings verlor er den Titel in seiner ersten Titelverteidigung im darauffolgenden Jahr an Eddie Cook durch klassischen Knockout.
Im Jahre 1995 beendete er seine Karriere.